# デス・コネクション キャラクターソングアルバム
『デス・コネクション キャラクターソングアルバム』（DEATH CONNECTION CHARACTER SONG ALBUM）は、PS2専用ゲームソフト『デス・コネクション』のキャラクターソング・アルバムである。2010年6月16日にランティスより発売された。

## 概要
歌に台詞が入って、ヴィシャス・ヨシュア・グロリア・ニコラス・レオナルド・メディシス・ルチアーノの7曲を収録している。各曲のオフヴォーカルも収録された。
ディスクジャケットには、原画・キャラクターデザインを担当の桐矢隆による描き下ろしジャケットイラストが使用されている。

## 曲目リスト
1. Distino 〜運命のコール〜 [3:51]
歌：ヴィシャス（鈴木達央）
作詞：鳥飼くろえ
作曲・編曲：YAMOTO
2. 束縛の蒼い炎 [3:59]
歌：ヨシュア（堀江一眞）
作詞：鳥飼くろえ
作曲：廣中常和
編曲：NOIZ'n GIRL・廣中常和
3. バラッドを君に [4:27]
歌：グロリア（安元洋貴）
作詞：鳥飼くろえ
作曲：戸田康平
編曲：大野宏明
4. Inside your mind [4:31]
歌：ニコラス（川田紳司）
作詞：JUN
作曲・編曲：告井孝通
5. promise [3:21]
歌：レオナルド（岡本信彦）
作詞：鳥飼くろえ
作曲・編曲：solaya
6. 愛しさと切なさと [4:44]
歌：メディシス（興津和幸）
作詞：鳥飼くろえ
作曲：YAMATO
編曲：橘哲夫
7. 終わらぬ夜 [3:54]
歌：ルチアーノ（森川智之）
作詞：鳥飼くろえ
作曲：YAMATO
編曲：福田真一郎
8. Distino 〜運命のコール〜（off vocal） [3:51]
9. 束縛の蒼い炎（off vocal） [3:59]
10. バラッドを君に（off vocal） [4:27]
11. Inside your mind（off vocal） [4:31]
12. promise（off vocal） [3:21]
13. 愛しさと切なさと（off vocal） [4:44]
14. 終わらぬ夜（off vocal） [3:50]